# Барбания
Барбанѝя (на италиански и на пиемонтски: Barbania) е село и община в Метрополен град Торино, регион Пиемонт, Северна Италия. Разположено е на 362 m надморска височина. Към 1 януари 2020 г. населението на общината е 1598 души, от които 86 са чужди граждани.